# Dow Ben-Dow
Dow Ben-Dow (hebr. דב בן דב; ur. 2 marca 1927 w Jerozolimie, zm. w kwietniu 2020) – izraelski strzelec, olimpijczyk. 
Brał udział w igrzyskach olimpijskich w 1952 w Helsinkach. Startował tylko w strzelaniu z karabinu dowolnego w trzech pozycjach z odl. 300 metrów, w której zajął 21. miejsce.
W 1954 roku zdobył brązowy medal igrzysk azjatyckich w tej samej konkurencji, w której startował w Helsinkach (zdobył wówczas 966 punktów). Na tych samych igrzyskach zajmował też dwukrotnie czwarte lokaty w innych konkurencjach (z wynikiem 392 punktów zajął czwarte miejsce w strzelaniu z karabinu małokalibrowego leżąc z 50 m, oraz czwarte miejsce w karabinie małokalibrowym w trzech pozycjach z odl. 50 m (zdobył 1095 punktów)).

## Wyniki olimpijskie
| Igrzyska | Konkurencja                               | Wynik                                                                                                 | Miejsce    | Źródło |
| -------- | ----------------------------------------- | --- | ---------- | ------ |
| IO 1952  | Karabin dowolny, trzy postawy, 300 metrów | 1033 punkty W pozycji leżącej – 370 pkt. W pozycji klęczącej – 349 pkt. W pozycji stojącej – 314 pkt. | 21 (na 32) | [ 3 ]  |